# Xã Akra, Quận Pembina, Bắc Dakota
Xã Akra (tiếng Anh: Akra Township) là một xã thuộc quận Pembina, tiểu bang Bắc Dakota, Hoa Kỳ. Năm 2010, dân số của xã này là 229 người.